# Anto Džeba
Anto Džeba (Dolina kraj Zavidovića, BIH, 25. veljače 1926.), hrvatski arhitekt i dizajner.
Diplomirao na Arhitektonskom fakultetu u Zagrebu.
Projektirao je brojne građevine u Bosni i Hercegovini, koje se odlikuju funkcionalnošću i usklađenošću s okolišem:
hotel Konak u Velikoj Kladuši (1972.), banke u Goraždu i Visokome (1978.), tržni centar u Baščaršiji u Sarajevu (1984.).
Bavi se oblikovanjem pokućstva.